# Al-Lu'lu'
al-Lu'lu'  (arabisch جزيرة اللؤلؤ Dschazirat al-Lu'lu', DMG Ǧazīrat al-Luʾluʾ ‚Perleninsel‘, englisch Lulu Island) ist eine rund fünf Kilometer lange künstliche Insel etwa 600 Meter vor der Küste Abu Dhabis in den Vereinigten Arabischen Emiraten.
Die sechs Quadratkilometer große Insel liegt nordöstlich der Stadt gegenüber der Corniche und wurde bis zum Jahr 1992 als Wellenbrecher aufgeschüttet, um die Hauptinsel Abu Dhabi vor Sturmfluten zu schützen.
Al-Lu'lu' verfügt über keine Brückenverbindung mit dem Festland und kann nur per Boot erreicht werden.